# 法蒂玛·惠特布雷德
法蒂玛·惠特布雷德（英語：Fatima Whitbread，1961年3月3日—），英国女子田径运动员，主攻标枪。她曾代表英国参加1980年、1984年和1988年夏季奥林匹克运动会田径比赛，获得一枚银牌和一枚铜牌。